# Clovis Cornillac

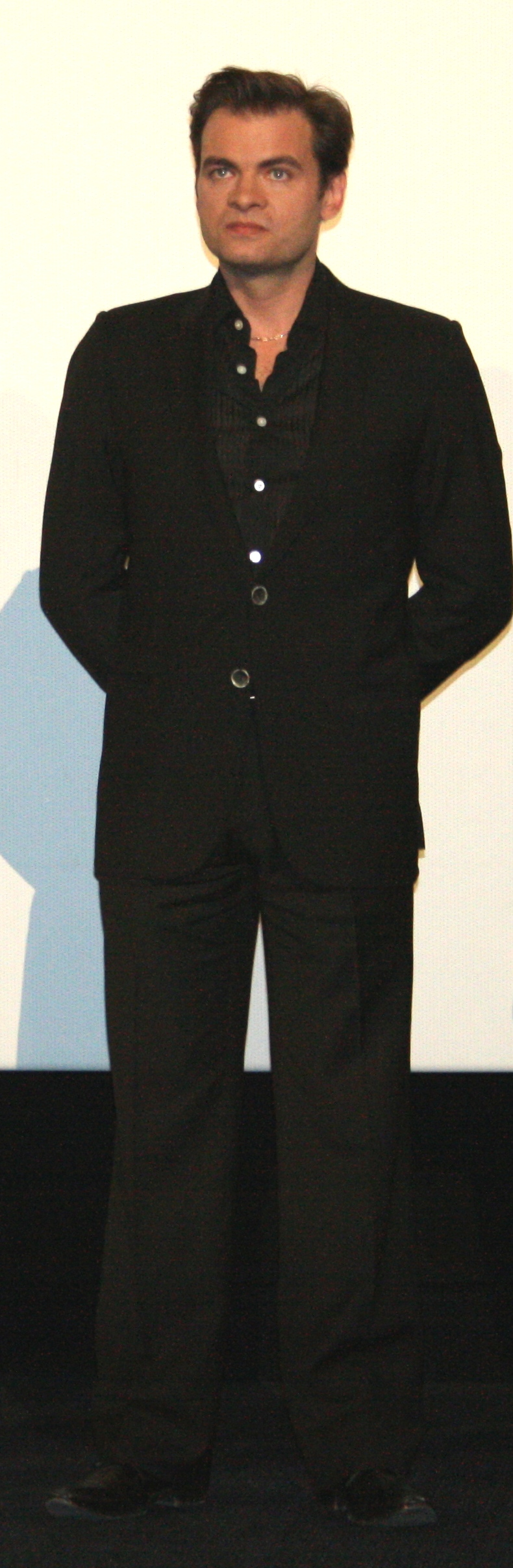
El actor Clovís Cornillac.

Clovis Cornillac (Lyon, 16 de agosto de 1968) es un actor francés de teatro, cine y televisión.
Cornillac es hijo de los actores Myriam Boyer y Roger Cornillac. Empezó a estudiar teatro a los 14 años de edad. Debutó en el cine en 1984 en Outlaws, de Robin Davis. Fue observado por Dominique Besnehard, quien le presentó al cineasta Peter Brook en el Théâtre des Bouffes du Nord. Brook contrató a Cornillac para Le Mahâbharata, obra de teatro contemporáneo basada en un antiguo texto épico hinduista del siglo III a. C.
El actor lionés está casado con la actriz Caroline Proust. Tienen dos hijas gemelas.

## Premios
- 2004: Caballero de la Orden de las Artes y las Letras, entregado por el ministro de Cultura, Jean-Jacques Aillagon.
- 2005: premio Jean Gabin
- 2005: premio César al mejor actor secundario, por Mensonges et trahisons et plus si affinités.

## Carrera

### Teatro
- 1984: Une lune pour les déshérités, de Alain Françon.
- 1990-1991: La dame de chez Maxim's, de Alain Françon.
- 1997: Edward II, de Alain Françon.
- 1997: Les petites heures, de Alain Françon.
- 1998: Surfeurs, de Xavier Durringer.

### Filmografía
- 1985: Outlaws (Hors-la-loi), de Robin Davis.
- 1988: The unbearable lightness of being, de Philip Kaufman.
- 1992: Pétain, de Jean Marbœuf.
- 1994: Les amoureux, de Catherine Corsini.
- 1998: Karnaval, de Thomas Vincent. Cornillac es nominado al premio César 2000 por actor revelación.
- 2000: L'Amour prisonnier (telefilm), como Henrí.
- 2000: Franklin (telefilm).
- 2001: L'Île bleue (telefilm).
- 2001: Gregoire Moulin vs. Mankind, como Jacky.
- 2001: Tea Time Alex
- 2001: Central Nuit (telefilm) as Viking
- 2002: Une affaire privée, como Freddy.
- 2002: Carnages, como Alexis.
- 2002: Maléfique, como Marcus
- 2002: Bois ta Suze
- 2003: Une affaire qui roule, como Jean-Jacques Roux.
- 2003: À la petite semaine, como Didier.
- 2003: Après la pluie, le beau temps, como Dubel.
- 2003: Mariées mais pas trop, como Alexis Dervin.
- 2003: Vert paradis, como Simon.
- 2003: Je t'aime, je t'adore, como David.
- 2004: Malabar Princess, como Pierre.
- 2004: La femme de Gilles, de Frédéric Fonteyne, como Gilles.
- 2004: Mensonges et trahisons et plus si affinités..., como Kevin. Recibe el Premio César al mejor actor secundario.
- 2004: Un long dimanche de fiançailles, de Jean-Pierre Jeunet, como Benoît Notre-Dame.
- 2004: Doo Wop, de David Lanzmann.
- 2005: Au suivant!, de Jeanne Biras, como Bernard.
- 2005: Brice de Nice, de James Huth, como Marius
- 2005: Héroes del cielo, de Gérard Pirès, como el capitán Sebastién Fahrenheit Vallois.
- 2005: Gris-blanc, de Karim Dridi.
- 2005: Le cactus, de Gérard Bitton and Michel Munz.
- 2006: Les brigades du tigre, de Jérôme Cornuau.
- 2006: Poltergay, de Éric Lavaine.
- 2006: Happy feet, de George Miller (voces Mumble).
- 2007: Le serpent, de Éric Barbier, como Joseph Plender.
- 2007: Eden Log, de Franck Vestiel, como Tolbiac.
- 2008: Astérix en los Juegos Olímpicos, como Astérix.
- 2008: The new protocol
- 2008: Ca$h
- 2008: Paris 36, como Milou.
- 2009: Bellamy, como Jacques Lebas.
- 2009: Bitter victory, como Xavier Álvarez.
- 2010: L'amour, c'est mieux à deux, como Michel.
- 2010: Protéger & servir, como Kim Houang.
- 2010: 600 kg d’or pur, como Virgil.
- 2019: " Les vétos" (Una veterinaria en apuros"